# Campeonato de Fútbol Playa de la AFC 2006
El Campeonato de Fútbol Playa de la AFC 2006 fue la primera edición del torneo de fútbol playa más importante a nivel se selecciones nacionales organizado por la AFC, el cual otorgó tres boletos para la Copa Mundial de Fútbol Playa FIFA 2006.
Baréin venció en la final a Japón para ganar el título por primera vez, aparte de que además de los finalistas; Irán también clasificó a la Copa Mundial de Fútbol Playa FIFA 2006.

## Participantes
| - Baréin - China | - Irán - Japón | - Filipinas - Emiratos Árabes Unidos |

## Fase de grupos

### Grupo A
| Nación    | G | E | P | GF | GC | Pts |
| --------- | - | - | - | -- | -- | --- |
| Japón     | 2 | 0 | 0 | 23 | 3  | 6   |
| Irán      | 1 | 0 | 1 | 11 | 10 | 3   |
| Filipinas | 0 | 0 | 2 | 3  | 24 | 0   |

| Equipo 1  | Resultado | Equipo 2  |
| --------- | --------- | --------- |
| Filipinas | 0-16      | Japón     |
| Japón     | 7-3       | Irán      |
| Irán      | 8-3       | Filipinas |

### Grupo B
| Nación                 | G | E | P | GF | GC | Pts |
| ---------------------- | - | - | - | -- | -- | --- |
| Baréin                 | 2 | 0 | 0 | 11 | 4  | 6   |
| China                  | 1 | 0 | 1 | 4  | 7  | 3   |
| Emiratos Árabes Unidos | 0 | 0 | 2 | 7  | 11 | 0   |

| Equipo 1               | Resultado | Equipo 2               |
| ---------------------- | --------- | ---------------------- |
| Emiratos Árabes Unidos | 4-7       | Baréin                 |
| Baréin                 | 4-0       | China                  |
| China                  | 4-3       | Emiratos Árabes Unidos |

## Fase final

### Semifinales
| Equipo 1 | Resultado | Equipo 2 |
| -------- | --------- | -------- |
| Baréin   | 7-2       | Irán     |
| Japón    | 3-2       | China    |

### Tercer lugar
| Equipo 1 | Resultado | Equipo 2 |
| -------- | --------- | -------- |
| Irán     | 6-4       | China    |

### Final
| Equipo 1 | Resultado | Equipo 2 |
| -------- | --------- | -------- |
| Baréin   | 5-3       | Japón    |

## Campeón
| Campeonato de Fútbol Playa de la AFC 2006 |
| ----------------------------------------- |
| Bandera de Baréin                         |
| Baréin 1º Título                          |

## Posiciones finales
| Pos. | Nación                 |
| ---- | ---------------------- |
| 1    | Baréin                 |
| 2    | Japón                  |
| 3    | Irán                   |
| 4    | China                  |
| 5    | Emiratos Árabes Unidos |
| 6    | Filipinas              |